# اس‌اس تاتنهام
اس‌اس تاتنهام (به انگلیسی: SS Tottenham) یک کشتی بود که طول آن ۱۱۲٫۸ متر (۳۷۰ فوت) بود.